# RC České Budějovice
RC České Budějovice je český ragbyový tým z Českých Budějovic, založený v roce 2011. V současnosti je to jediný ragbyový tým v jižních Čechách.

## Historie
V Českých Budějovicích existoval od roku 1974 ragbyový oddíl při TJ Meteor v Českých Budějovicích. Tým fungoval přibližně do roku 1983 roky a po jeho rozpadu zaniklo i jediné ragbyové hřiště v jižních Čechách. Za svou existenci odehrál několik ligových sezón a mnoho přátelských utkání, včetně utkání s francouzským klubem RACA St.-Jean-d'Angely (RACA – Rugby Athlétic Club Angérien).

## Současnost
Na podzim roku 2011 se po několika neúspěšných pokusech podařilo vytvořit nový tým. Snaha obnovit ragbyový oddíl při TJ Meteor narazila na neexistenci travnatého hřiště. Tým se přesunul do TJ Vltava.
V červnu roku 2012 se stal členem České rugbyové unie a mohl se přihlásit do soutěže Oblastní přebor Čech 2012-2013. Jako nováček překonal své ambice když skončil 6. z 8 týmů.
Pro sezónu 2013-2014 se tým přihlásil do II. ligy ragby mužů. Nově vzniklý tým žen se přihlásil do II. ligy ragby 7's žen.
V roce 2014 vznikl oddíl dětí.
Na podzim roku 2019 byl obnoven ženský tým v Českých Budějovicích pod jménem BELLATRIX Rugby Club České Budějovice.

## Výsledky

### Muži
| Ročník  | Soutěž                  | Umístění | Trenér        |
| ------- | ----------------------- | -------- | ------------- |
| 2012    | MČR 7's – skupina Čechy | 7. místo | Zdeněk Bílský |
| 2012/13 | Oblastní přebor Čech    | 6. místo | Zdeněk Bílský |
| 2013/14 | II. liga                | 4. místo | Zdeněk Bílský |
| 2014    | IV. liga 7's            | 1. místo | Zdeněk Bílský |
| 2014/15 | II. liga                |          | Zdeněk Bílský |
| 2015    | III. liga 7's           |          |               |
| ...     |                         |          |               |
| 2016/17 | Národní liga            | 6. místo |               |
| 2018    | Národní liga            | 4. místo |               |
| ...     |                         |          |               |
| 2021    | 1. liga - oblast Čechy  | 4. místo |               |
| 2022    | 1. liga - oblast Čechy  |          |               |

### Ženy
| Ročník  | Soutěž         | Umístění | Trenér                 |
| ------- | -------------- | -------- | ---------------------- |
| 2013/14 | II. B liga 7's | 2. místo | Tereza Daňhelová       |
| 2014/15 | 2. série 7's   |          |                        |
| ...     |                |          |                        |
| 2022    | 1. série 7's   |          | Ing. Štěpánka Čunátová |